# RG Veda
RG Veda —llamado originalmente Sei-Den (聖伝)— es un manga creado por CLAMP, que consta de diez volúmenes. Fue la primera obra de éxito de CLAMP y empezó a publicarse en 1989. La historia incluye elementos del Rig-veda (himnos épicos indios del II milenio a. C.); su tema principal es el destino. Se lo conoce por su estilo gráfico que evoluciona hasta uno muy extravagante e hiperdetallado. Inspiró un anime en dos episodios u OVA. Las dos OVAs han sido licenciadas en España por Manga Films en formato VHS, y el manga fue publicado por Norma Editorial.

## Historia
La historia comienza con Yasha, el guerrero más fuerte del reino divino (Tenkai), al que se le ordena acabar con la vida de Kuyoh, la vidente del antiguo emperador. Yasha encuentra a Kuyoh, pero, en lugar de matarla, escucha su última profecía, que anuncia la reunión de 6 estrellas, las cuales juntas conseguirán acabar con los cielos (Ten). Yasha interpreta la profecía como un mandato de acabar con el emperador de Tentei, Taishakuten. La profecía también le anuncia que debe encontrar y adoptar a un bebé que además será causa de muertes y desgracias.
Yasha acude entonces al lugar donde Kuyoh le indicó que encontraría al bebé, y gracias a Yama-to, su espada, consigue liberarle del campo de fuerza donde se hallaba encerrado. La criatura resulta ser Ashura, único superviviente del clan del mismo nombre. Ashura se aparece con su forma adulta y advierte a Yasha que es mejor que le deje seguir durmiendo; de lo contrario el mundo llegaría a ser un infierno.
Pero Ashura y Yasha van encontrando al resto de las 6 estrellas; cuando están reunidas y listas para enfrentarse al emperador se revela el verdadero significado de la profecía: Las estrellas han de morir, y entonces renacerá el Dios de la destrucción encarnado en la persona de Ashura. Por lo mismo, para impedirlo, Taishakuten había realizado un pacto con Ashura.
Sin embargo nadie puede derrotar a Ashura, que se dispone a destruir todo lo que se encuentre por delante y, particularmente, a Yasha. Pero entonces cuando Ashura recupera su antigua personalidad, se suicida y queda encerrado de nuevo en un campo de fuerza.
Al final pasan muchos años y la paz reina con Ten como emperador. Yasha ha pasado todo este tiempo junto a Ashura con la esperanza de que despierte; Kujaku lo visita avisándole de la muerte de Taishakuten, pero al ver que Yasha no va a abandonar nunca a Ashura decide sacrificarse y así traer de nuevo a Ashura a la vida.

## Personajes

### Las seis estrellas
- Ashura: Es el único descendiente de Ashura-oh, el antiguo guardián celestial muerto en misteriosas circunstancias hace 300 años. Como todos los miembros de su clan, posee ojos dorados y orejas de elfo puntiagudas, rasgos que le hacen ser fácilmente reconocido por todos los lugares a los que va. A pesar de este aspecto pacífico, los Ashura esconden un secreto que Ashura-oh conocía, el Dios de la destrucción renacería en la figura de su descendiente Ashura, para evitar esto, Ashura-oh trazó el plan con Taishakuten para evitar el despertar del verdadero espíritu de Ashura. Durante la mayor parte del manga, Ashura tiene el aspecto de una encantadora niña (Aunque no lo sea, ya que su sexo es indefinido). También vemos como crece a una velocidad pasmosa hasta alcanzar su verdadera forma en la que se asemeja más a un muy andrógino ser. Tiene un carácter dulce y se preocupa mucho por las personas que le rodean. Sufre constantemente de los remordimientos que le produce saber que un gran número de gente ha muerto y morirá por su culpa. Pero quien más le importa a Ashura es Yasha, solo el vínculo existente entre ellos consigue cambiar el destino.

- Yasha-Ō: El guerrero más fuerte del reino divino, se trata del rey del norte y gobierna el desafortunado clan Yasha, que es destruido por Bishamonten como primera medida de Taishakuten para evitar el cumplimiento de la profecía. Es el que destina el despertar de Ashura de su sueño. Es un hombre muy recto y serio, con una sola debilidad conocida, Ashura. Desde el momento en que despierta, aparece un fuerte vínculo entre ellos que crecerá con el tiempo, y es, efectivamente, ese lazo lo único capaz de alterar el destino, de evitar que el Dios de la destrucción renazca. Maneja la espada Yama, que fue confiada al clan Yasha hace muchísimos años por un ser de alas negras que además les enseñó a manejar. Esta leyenda se transmitió de generación en generación hasta que Yasha tuvo ocasión de conocer al mismísimo ser de la leyenda, Kujaku, que sabiendo que un futuro rey Yasha despertaría a Ashura, forjó una espada capaz de controlar el lado oscuro de Ashura y se la entregó a ese clan.

- Karura-Ō: Reina del clan Karura del sur, amiga de Yasha y Kendappa desde la infancia, seria, poderosa y algo distante, es una de las estrellas que ayudarán al cumplimiento de la profecía. Cuando el clan Yasha resulta destruido comparte junto con el clan Ryu la tarea de proteger los cuatro territorios del reino acatando así las órdenes de Taishakuten a pesar de no estar de acuerdo con ellas. Si Karura no se rebela es para proteger la vida de su hermana menor Kariohbinga, que por su delicada salud no puede alejarse del territorio del clan Karura. A pesar de todos sus esfuerzos, Kariohbinga es llevada ante el emperador para cantar en el aniversario de su coronación. Tras hacerlo, muere ante los ojos de su hermana. Desde ese momento Karura vive para él, que fue el último deseo de su hermana, alcanzar su libertad, para ella la libertad era cumplir el deseo de acabar con Taishakuten y a ello se entrega hasta el final. A Karura le acompaña siempre un enorme ave blanca, Garuda, pues todos los miembros de su clan están emparejados con una determinada ave con la que comparten su vida hasta el momento de su muerte.

- Kendappa-Ō: La artista favorita de Taishakuten, la reina del clan de músicos Kendappa, dulce amiga de infancia de Yasha e hija del antiguo general, Jikoku asesinado por Taishakuten en la batalla de hace 300 años. Kendappa decidió ante el cadáver de su padre que ella tan solo serviría al más fuerte, pues odiaba a los débiles como lo había sido su madre, que murió enamorada de un jovencísimo Yasha. Taishakuten es el más fuerte, y por él luchará contra las demás estrellas e incluso matará a su adorada Soma. Después se suicidará utilizando el arma de Soma.

- Sōuma: Última del clan de curanderos Soma. Taishakuten destruyó a los miembros de este clan y a los padres de Soma, pues temía el poder que poseían: eran capaces de dar a alguien la inmortalidad una vez al año bebiendo de su sangre. Desde el momento de la destrucción de su familia, Soma juró venganza y permaneció escondida junto con Kendappa en su palacio hasta que se unió al grupo de rebeldes liderado por Yasha con el fin de la venganza. Es asesinada por Kendappa y cuando ésta intenta suicidarse trata de utilizar su poder para salvarla, pero es detenida por Taishakuten y mueren las dos juntas.

- Ryu-Ō: Rey del clan Ryu del oeste que protege el reino acuático. Siguió a Yasha porque quería probar su fuerza con él y después se unió al grupo tan solo para entrenar, pues nada personal tenía contra Taishakuten. Utiliza como arma una enorme espada sin filo, que ya, anteriormente, manejó su madre, la anterior Reina muerta cuando Ryu era muy pequeño. Su abuelo tomó la corona entonces hasta que Naga (que es el nombre verdadero de Ryu, que le corresponde hasta el momento de coronarse) pudiese ocupar el cargo. Traba una buena amistad con Ashura. Pero no imagina que morirá en sus manos, es el primero en caer de las 6 estrellas.

### Personajes secundarios
- Taishakuten: Raijin Taishakuten (señor del trueno). El motivo por el que actúa es difícil de imaginar tal y como se nos presenta el comienzo del manga. Taishakuten procuró destacar con sus campañas de guerra y ganarse una reputación, seguramente, para llamar la atención de Ashura-oh, del que estaba secretamente enamorado y dispuesto a hacer cualquier cosa para conseguirle, por ello realizó una promesa con Ashura-oh, se convertiría en el nuevo emperador y evitaría que se reuniesen las seis estrellas a cambio de tenerle a él debiendo matar a Ashura-oh en el proceso y consumir su carne para así hacerse con los poderes necesarios para poder derrotar, si fuera necesario, al Dios de la destrucción. Taishakuten vivirá el resto de su vida por y para la promesa que realizó siendo lo único que, realmente, desea proteger sin importarle el número de muertos o sacrificios que conlleve.

- Ashura-Ō: Es el guardián celestial del Tenkai, además de rey del clan Ashura. Vive en el palacio Ashura, una construcción que, aparentemente, se muestra como el reflejo en el agua del palacio del emperador, aunque en realidad se encuentre a una gran distancia de él. Ambos palacios se comunican a través de una entrada que solo los Ashura pueden traspasar. El poder de Ashura-oh es tan grande como el del emperador y lo utiliza para controlar las raras incursiones de los Mazoku (demonios) durante él, aparentemente, pacífico reinado del Tentei anterior, ganándose por ello fama y reputación en todo el reino. Ashura-oh oculta un gran secreto, los Ashura a pesar de su pacífico presente, pertenecen a una raza de demonios, aunque esa rama de su personalidad permanezca sellada. Ashura-oh, a través de las visiones de Kuhyo, supo que el siguiente señor de los Ashura nacería con el sello de sangre roto y se convertiría en el Dios de la destrucción. Sin embargo deseaba no ser el último de su estirpe, dar una oportunidad de vivir a su heredero. Por ello trazó el plan que desencadenaría toda la tragedia de RG Veda, para lo que contó con la ayuda de Taishakuten. A cambio de su ayuda, Ashura-oh debía concederle lo que más desease, que no era otra cosa que el propio Ashura-oh. Sabiendo que el Tentei caería bajo la espada de Taishakuten y se convertiría en el nuevo emperador, decidió que el mejor modo de conseguir sus propósitos era el de tener al poderoso y futuro emperador unido a su causa. Le confió la difícil tarea de evitar que se reuniesen las seis estrellas de la profecía para que jamás despertase el verdadero Ashura.

- Kujaku: Es el personaje más misterioso de RG Veda. Su alegre carácter es un modo de ocultar y olvidar su triste infancia, el desprecio de sus padres, Kujaku es el hijo bastardo del antiguo emperador. Su madre era la anterior vidente a Kuhyo que además era la hermana de su padre, y de esta relación consanguínea nació Kujaku, que desde sus primeros años fue condenado a vivir encerrado y escondido del mundo exterior para ocultar el pecado que suponía su existencia. Por ello, Kujaku lleva en la frente un tercer ojo o "Daten" que es el símbolo de aquellos caídos del cielo, de los que son inferiores incluso a los demonios. La madre de Kujaku se volvió loca en su encierro y se suicidó. Por su condición, también posee un gran poder que utiliza para vencer al demonio Aizenmioh en el castillo de hielo, además puede hacer crecer unas alas en su espalda. Su trágica vida termina con su sacrificio para liberar a Ashura de su sueño que esta vez si debiera de haber sido eterno.

### Otros personajes
- Ten-Ō: Hijo de Taishakuten y Sashi. Enamorado de la arpista Kendappa, que no es correspondido a pesar de sus esfuerzos. Es el hermano gemelo de Ashura, pacifista, amable y sensible, comparte una inmediata conexión con su hermano. Cuando Ashura se convierte en dios de la destrucción, deliberadamente deja con vida a Ten para que prescencie la muerte de sus padres y experimente la soledad que el mismo Ashura ha sentido toda su vida. Al final se menciona que Ten logró reponerse y es el mejor emperador que el Tenkai haya tenido.

- Bishamonten: Mano derecha de Taishakuten. Su más fiel aliado, porque gracias a él pudo conseguir a Kisshoten, la hija del antiguo Tentei. Fue el encargado de destruir el clan Yasha.

- Sashi: Esposa de Ashura-oh y madre de Ashura, mujer sin muchos escrúpulos. No dudó en aliarse con Taishakuten para llegar a ser emperatriz. Tampoco tuvo reparos en intentar asesinar a uno de sus gemelos.

- Kara: Hermana de Sashi. Tiene en la frente, igual que su hermana, una de las piedras necesarias para destruir el sello que guarda el espíritu de Ashura. Cuando muere Ashura-oh escapa con la espada Shura.

- Kohmoku: General del este, padre de Tamara quien esta enmorada del príncipe Ten.

- Zōcho: General del sur, no es partidario de los métodos de Taishakuten

- Rasetsu: Es el medio hermano de Yasha. Rasetsu es el hermano pequeño, pero es a él a quien se le ofrece el trono pero decide escaparse porque cre que Yasha liderará mejor al clan que él.

- Shara: Esposa de Rasetsu.

- Tamara: Joven noble, hija del general Kohmoku. Está enamorada del príncipe Ten y lo sigue a todas partes, y no duda en mostrar su profundo desprecio por Kendappa.

- Gigei: Joven bailarina que conocen Ashura y Yasha que les hospeda un par de días y acaban simpatizando con ellos,que más tarde morirá asesinada por no decir hacia donde se dirigían Ashura y Yasha.

## Animación
De RG Veda aparecieron dos OVAS en Japón, que para su venta en Europa y EE. UU. se juntaron en una sola película de unos 60 minutos en la que habían sido eliminadas algunas escenas. 
Los OVAS presentan hechos que no ocurren en el manga (como un primer ataque al palacio de Zenmi por las estrellas, que queda más o menos en ruinas), y también aparecen hechos ocurridos en el manga pero que se resuelven de forma diferente.
Estos cambios entre los OVAS y el manga fue muy mal recibido por los fanes y por lo tanto, la animación fue muy criticada, sin recibir ni un mérito más que el de haber arruinado un gran manga.

## Relaciones con otras series
Ryu-Ō aparece en el manga Tsubasa: RESERVoir CHRoNiCLE en diferentes mundos como en Mundo de Outo y Mundo de Piffle, mientras Yasha y Ashura aparecen en el país de shara combatiendo por el castillo de la luna.